# Towers II: Plight of the Stargazer
Towers II: Plight of the Stargazer is een videospel voor het platform Atari Jaguar. Het spel werd uitgebracht in 1996. 